# Christian Köhler
Pour les articles homonymes, voir Köhler.
Ne doit pas être confondu avec Christian Køhler.
Christian Köhler (né le 13 octobre 1809 à Werben, mort le 30 janvier 1861 à Montpellier) est un peintre prussien.

## Biographie

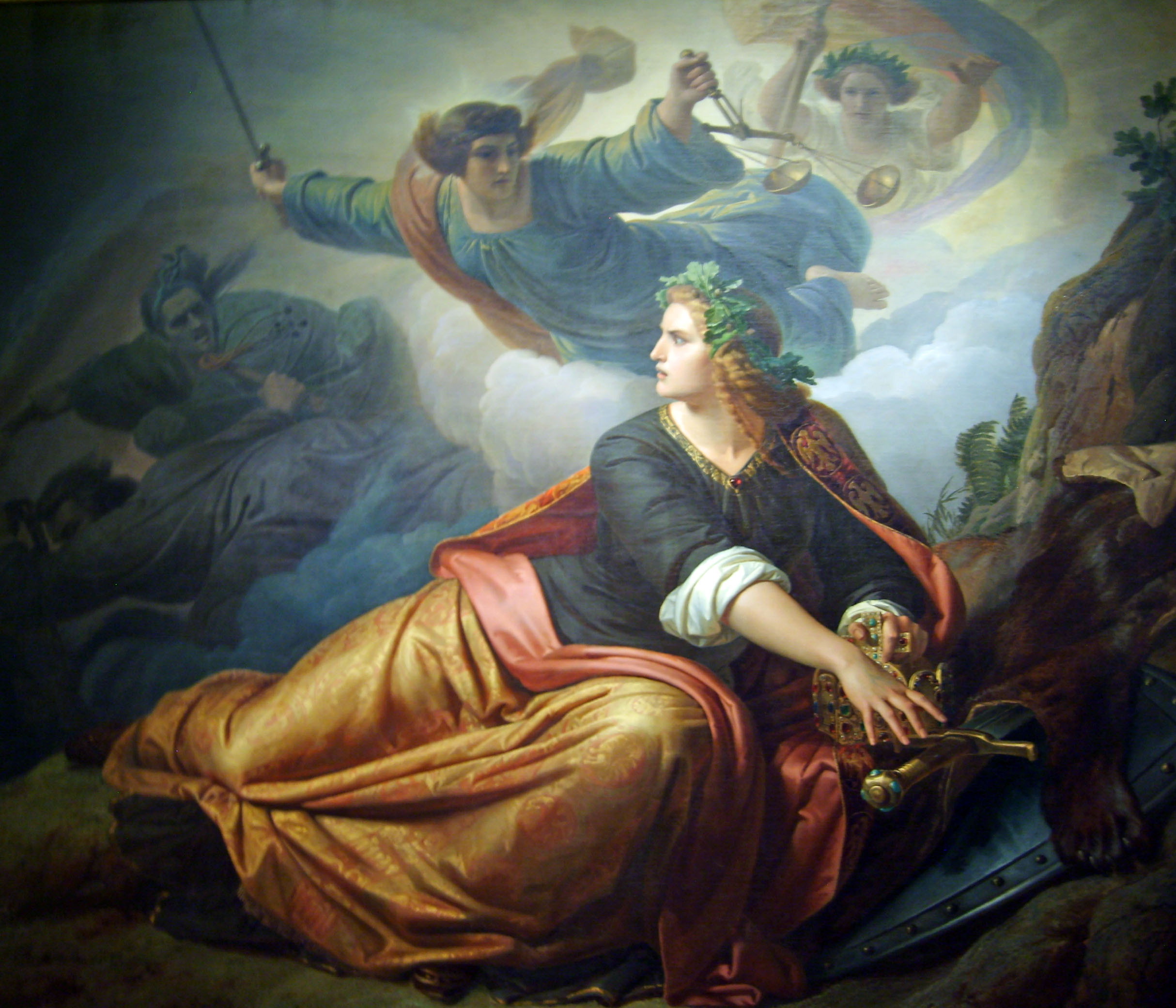
', 1849

Christian Köhler est connu comme un favori du critique Heinrich Clauren avec Wilhelm von Schadow. Il suit ce dernier comme Eduard Bendemann, Heinrich Mücke et Karl Ferdinand Sohn et est un de ses élèves. Au 4e trimestre 1827, il s'inscrit à l'académie des beaux-arts de Düsseldorf où, en 1829-1830, il entre dans la classe supérieure des artistes interprètes et en 1837-1838 dans la classe de maître. En 1837, Köhler fut l'un des artistes de Düsseldorf qui exposent au Palais Brühl (de) de Dresde et établissent la réputation de l'école de Düsseldorf. En 1845, il est l'un des peintres portraiturés par Henry Ritter et Wilhelm Camphausen dans la publication Schattenseiten der Düsseldorfer Künstler. En 1851, il est présent à l'exposition des peintres de Düsseldorf à Bruxelles. Depuis l'année scolaire 1851-1852, Köhler est professeur à l'académie des beaux-arts de Düsseldorf à la place de Theodor Hildebrandt. En 1855, il devient directeur de la salle des antiquités de l'Académie. Köhler est membre du Malkasten. Après être tombé malade en 1859-1860, il cherche la guérison dans le sud de la France, où il meurt en 1861. Il est enterré à Düsseldorf, au cimetière de Golzheim.